# Bälinge en Olstorp
Bälinge en Olstorp (Zweeds: Bälinge och Olstorp) is een småort in de gemeente Alingsås in het landschap Västergötland en de provincie Västra Götalands län in Zweden. Het småort heeft 51 inwoners (2005) en een oppervlakte van 19 hectare. Eigenlijk bestaat het småort uit twee verschillende plaatse: Bälinge en Olstorp.